# 天山蓟
天山蓟（学名：Cirsium alberti）为菊科蓟属的植物。分布在俄罗斯以及中国大陆的新疆等地，生长于海拔1,000米至2,000米的地区，一般生长在山谷林缘、河滩地、山坡、草滩以及溪旁，目前尚未由人工引种栽培。